# إريك فوجت
إريك فوجت هو فيزيائي كندي، ولد في 12 نوفمبر 1929 في شتاينباخ في كندا، وتوفي في 19 فبراير 2014 في فانكوفر في كندا.